# Annie Miller (modèle)
Pour les articles homonymes, voir Miller et Annie Miller (homonymie).
Annie Miller est un modèle pour peintres britannique.

## Biographie
Annie Miller naît en 1835 dans une famille de l'Ouest de Londres. Malgré le quartier huppé dans lequel elle évolue (l'Ouest est à ce titre traditionnellement relié au pouvoir britannique et à une certaine aisance de ses habitants tandis que l'Est est bien plus pauvre), les auteurs se mettent d'accord pour dire que l'enfance d'Annie Miller fut le fruit du paupérisme,.
Son père, soldat de carrière, s'occupe d'Annie Miller et de la sœur de celle-ci lorsque la mère de famille vient à mourir. Peu d'années plus tard et face à sa santé fragilisée, le père d'Annie Miller donne ses filles à des proches pour que ceux-ci s'occupent de ces jeunes adolescentes.
Très tôt donc, Annie Miller connaît la pauvreté ainsi que les emplois de fortune qui lui permettent de survivre dans un Londres toujours plus inégal.

## Œuvres
Le visage d'Annie Miller est familier dans la peinture préraphaélite. Ainsi, Miller a posé pour nombre d'artistes, à commencer par William Holman Hunt qui la demandera en mariage.

William Holman Hunt, The Awakening Conscience, 1853, huile sur toile, 76.2 x 55.9 cm, Tate Britain, Londres.